# Эстонская Ингерманландия

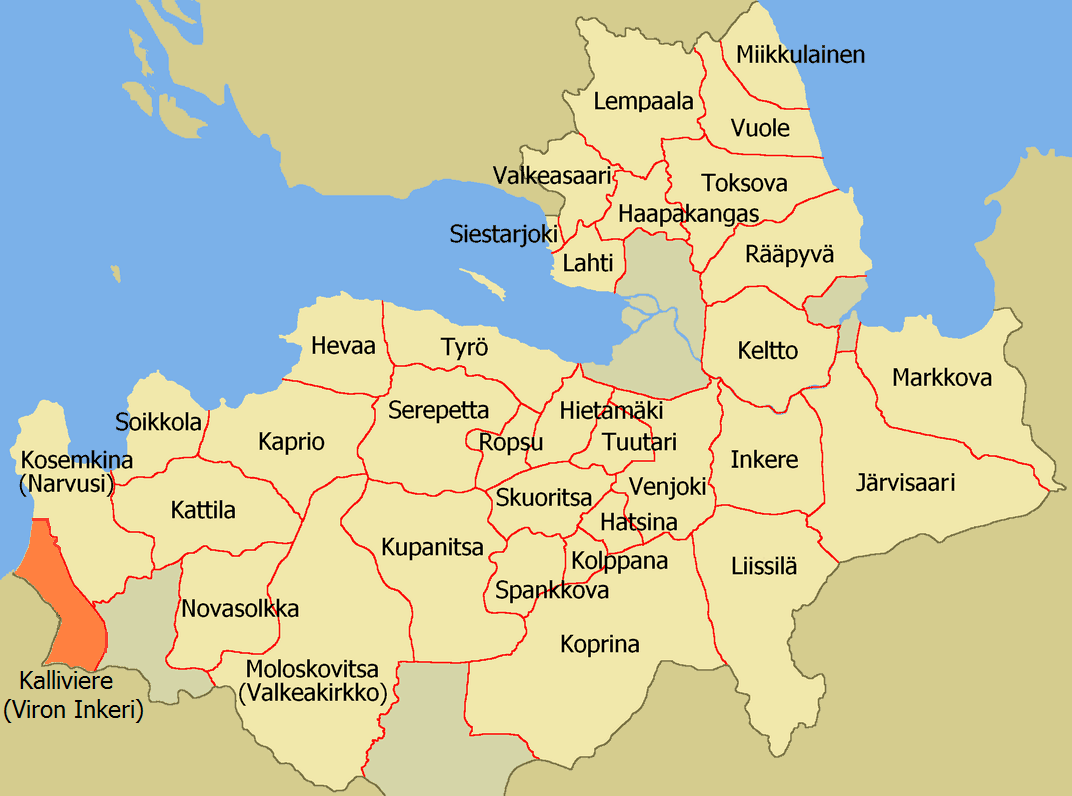
Эстонская Ингерманландия на карте приходов Евангелическо-лютеранской церкви Ингрии (1930)

Эсто́нская Ингерманла́ндия (эст. Eesti Ingeri, фин. Viron Inkeri, швед. Estniska Ingermanland) — часть исторической области Ингерманландия, расположенная на западе современного Кингисеппского района Ленинградской области в нижнем течении реки Нарва. Сформировалась в результате передачи Эстонии в 1920 году по Тартускому мирному договору территории восточнее реки Нарвы с преимущественно финноязычным населением, включающей в себя Ивангород, реку Россонь и 13 деревень, где проживали около 1800 человек и на которой впоследствии были образованы волость Нарва и лютеранский приход Калливиере.

## Локализация
2 февраля 1920 года в городе Тарту был подписан мирный договор между Эстонской Демократической Республикой и РСФСР. Статья III данного договора установила границу между государствами по фактически сложившейся линии фронта после окончания боевых действий Эстонской войны за независимость:

От Нарвского залива в одной версте южнее Дома рыбаков на д. Ропша, далее по речке Мертвицкая, и р. Россонь до д. Илькино, от д. Илькино в одной версте западнее д. Кейкино, в полуверсте западнее д. Извоз на д. Кобыляки, устье р. Щучка…

В результате к Эстонии отошла часть Наровской волости Ямбургского уезда Петроградской губернии, получившая название Эстонская Ингерманландия.
| - Граница ЭДР и РСФСР согласно договору 1920 год | - Граница Эстонии и СССР в Принаровье. 1938 год | - Изменение границы между Эстонией и СССР после 1944 года |

Область представляет собой полосу шириной 15—20 километров, вытянутую с севера на юг вдоль границы с Эстонией по реке Нарва, ограниченную Финским заливом на севере и Нарвским водохранилищем на юге (до строительства водохранилища (1950—1955) рекой Щучкой).
| - Эстонская Ингерманландия на карте Ингерманландии. 1924 год | - Эстонская Ингерманландия на карте приходов Церкви Ингрии. 1936 год | - Волость Нарва на карте Эстонии. 1939 год |

Новая граница прошла по территории Западной Ингерманландии, между реками Луга и Нарва.
Образованная на присоединённой к Эстонии территории волость Нарва (эст. Narva vald) включала в себя Ивангород (как район города Нарва), реку Россонь и 13 деревень (Ванакюля, Венекюля, Калливере, Коростель, Кулла, Магербург, Новая Арсия, Новая Ропша, Новая Фёдоровка, Рякяля, Саркюля, Смолка, Ханике), где проживали около 1800 человек.

## Население

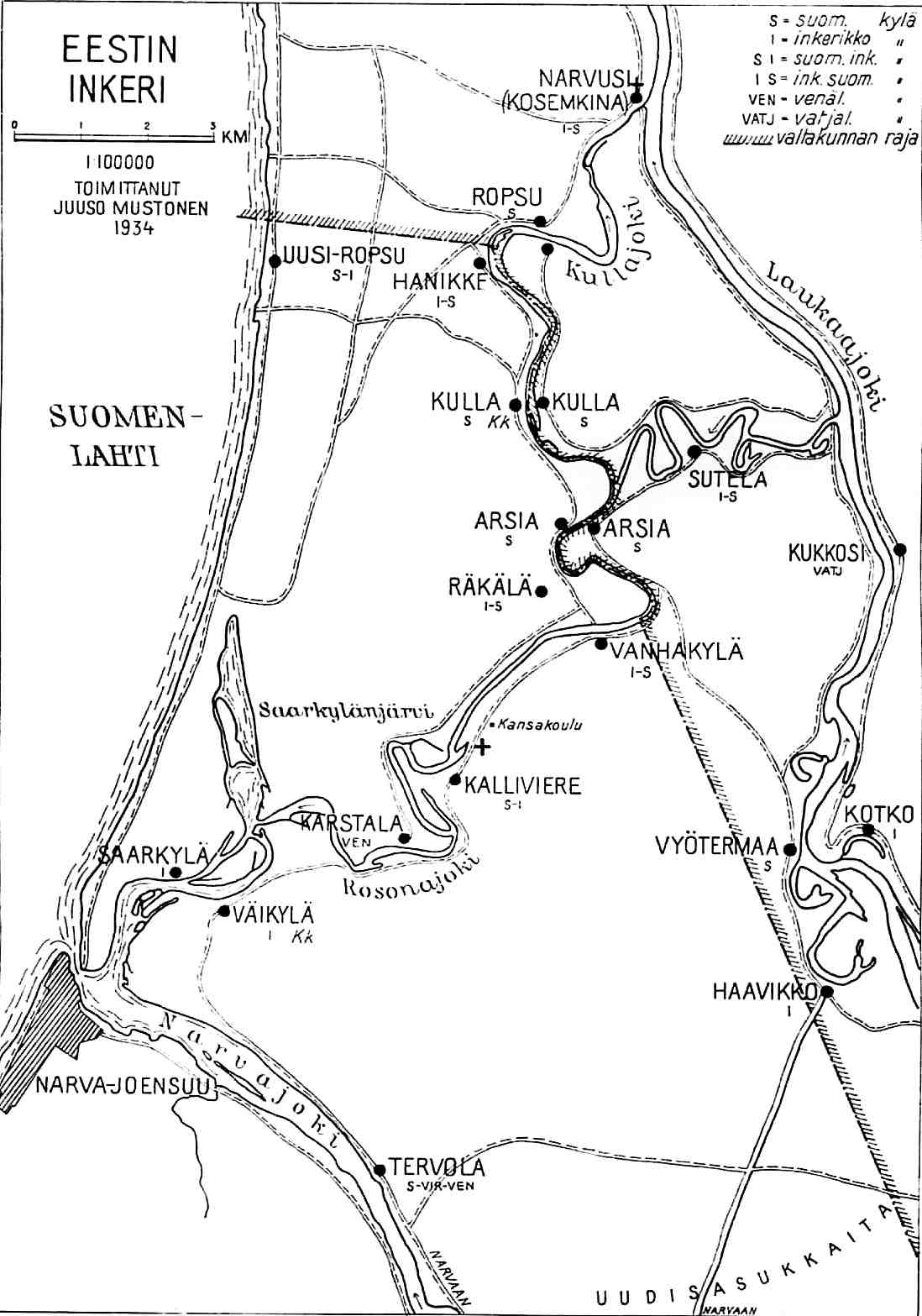
Этнографическая карта Эстонской Ингерманландии. 1934 г.

Присоединённую к Эстонии территорию на восточном берегу реки Нарва, в особенности северную часть волости Нарва, с древнейших времён населяли народы прибалтийско-финской подгруппы: ижора и водь, а также финны-ингерманландцы. Древнейшим населением этой части Ингерманландии являлись православные ижоры. Предположительно их переселение в эти места произошло около 800 лет назад с берегов Ладожского озера. К 1920 году количество ижоры составляло около 900 человек. Они проживали в деревнях Вяйкюля (ныне Венекюля), Саркюля, а также у государственной границы в деревне Ванхакюля (ныне Ванакюля).
Предки финнов-ингерманландцев лютеранского вероисповедания переселились в Принаровье около 300 лет назад из окрестностей Выборга, из прихода Сяккиярви-Виролахти. Ингерманландцев насчитывалось около 700 человек. Они проживали в самой большой деревне — Калливиере (ныне Калливере), а также в деревнях Рякяля (сейчас одноимённое урочище), Арсия, Кулла, Ханике, Раякюля и Алакюля. Деревни Раякюля и Алакюля были построены в лесу на осушенных болотах уже после образования государственной границы. Наряду с ними возникли ещё несколько ингерманландских хуторов, названных: Ууси Арсия (Новая Арсия), Ууси Фётермаа (Новая Фёдоровка) и Ууси Ропсу (Новая Ропша).
Одна деревня в Эстонской Ингерманландии была полностью русской, это деревня Карстала (ныне Коростель), расположенная на берегу реки Россонь, между деревнями Калливере и Вяйкюля. Вторая часть деревни, лежащая на противоположном берегу Россони, называлась Горка. Всего русских в Эстонской Ингерманландии насчитывалось около 200 человек.
Эстонцев в Эстонской Ингерманландии было не больше чем русских, также около 200 человек. Они служили в пограничной страже, школьными учителями и занимались сельским хозяйством. Представителей православного народа водь в Эстонской Ингерманландии проживало несколько семей. Всего в Эстонской Ингерманландии в 1920-е годы проживали около 2000 человек.
Количество домохозяйств и национальный состав отдельных деревень в 1920 году:
| № | Деревня   | Землевладельцы | Домовладельцы | Жители | Эстонцы | Русские | Ижора | Ингерманландцы | Беженцы |
| - | --------- | -------------- | ------------- | ------ | ------- | ------- | ----- | -------------- | ------- |
| 1 | Вяйкюля   | 64             | 98            | 563    | 2       | —       | 561   | —              | 57      |
| 2 | Коростель | 28             | 34            | 180    | —       | 180     | —     | —              | —       |
| 3 | Саркюля   | 29             | 53            | 181    | 12      | —       | 167   | 2              | 15      |
| 4 | Смолка    | —              | 26            | 24     | 20      | 4       | —     | —              | —       |

К 1935 году количество населения и национальный состав Эстонской Ингерманландии поменялись незначительно:
| № | Национальность | Кол. чел. | В процентах |
| - | -------------- | --------- | ----------- |
| 1 | Ижора          | 920       | 49 %        |
| 2 | Ингерманландцы | 594       | 31,6 %      |
| 3 | Русские        | 216       | 11,5 %      |
| 4 | Эстонцы        | 137       | 7,2 %       |
| 5 | Водь           | 14        | 0,7 %       |
| 6 | Всего          | 1881      | 100 %       |

В 1943 году в деревнях Эстонской Ингерманландии проживали 1316 человек:
| №  | Название деревни     | Население (чел.) |
| -- | -------------------- | ---------------- |
| 1  | Алакюля              | 50               |
| 2  | Ванакюля             | 161              |
| 3  | Вяйкюля              | 263              |
| 4  | Калливере            | 293              |
| 5  | Коростель            | 79               |
| 6  | Кулла                | 80               |
| 7  | Магербург            | 39               |
| 8  | Новая Арсия          | 36               |
| 9  | Новая Ропша и Ханике | 64               |
| 10 | Новая Фёдоровка      | 37               |
| 11 | Рякяля               | 56               |
| 12 | Саркюля              | 83               |
| 13 | Смолка               | 75               |
| 14 | Всего                | 1316             |

В 1943 году все жители Эстонской Ингерманландии были эвакуированы из-за военных действий.

### Национальный состав
| №  | Русское название деревни        | Финское         | 1920 г.          | 1930 г.                 | 1934 г.                          | 1943 г.                 |
| -- | ------------------------------- | --------------- | ---------------- | ----------------------- | -------------------------------- | ----------------------- |
| 1  | Алакюля                         | Alakylä         | —                | —                       | —                                | ингерманландцы          |
| 2  | Ванакюля (Илькино)              | Vanhakylä       | —                | ингерманландцы, ижора   | ижора, ингерманландцы            | ижора, ингерманландцы   |
| 3  | Вяйкюля (Венекюля, Норовское)   | Väikylä         | ижора, эстонцы   | ижора, русские          | ижора                            | ижора                   |
| 4  | Калливере (Калливиере, Фитинка) | Kalliviere      | —                | ингерманландцы, ижора   | ингерманландцы, ижора            | ингерманландцы, ижора   |
| 5  | Коростель                       | Karstala        | русские          | ижора, русские          | русские                          | русские                 |
| 6  | Кулла (Мертвицы)                | Kullankylä      | —                | ингерманландцы          | ингерманландцы                   | ингерманландцы          |
| 7  | Магербург                       | Magerburg       | —                | ижора, эстонцы, русские | —                                | русские, эстонцы        |
| 8  | Новая Арсия                     | Uusi Arsia      | —                | ингерманландцы          | —                                | ингерманландцы          |
| 9  | Новая Ропша                     | Uusi Ropsu      | —                | ингерманландцы, ижора   | ингерманландцы, ижора            | ингерманландцы, ижора   |
| 10 | Новая Фёдоровка                 | Uusi Feodormaa  | —                | ингерманландцы          | —                                | ингерманландцы          |
| 11 | Рякяля                          | Räkälä          | —                | ингерманландцы          | ижора, ингерманландцы            | ижора, ингерманландцы   |
| 12 | Саркюля                         | Saarkylä        | ижора, эстонцы   | ижора                   | ижора                            | ижора                   |
| 13 | Смолка                          | Tervola, Smolka | эстонцы, русские | ингерманландцы          | ингерманландцы, эстонцы, русские | эстонцы, русские, ижора |
| 14 | Ханике                          | Hanik(k)e       | —                | ингерманландцы          | ижора, ингерманландцы            | ингерманландцы          |

—— — нет данных

## Язык
В Эстонской Ингерманландии использовались ижорский, ингерманландский финский (фин. inkerin murre), а также стандартные эстонский и финский языки. Языком межнационального и межконфессионального общения в Эстонской Ингерманландии был финский язык. Языком домашнего общения населения являлся диалект финского языка, называемый нижнелужским диалектом.
В деревнях Ванакюля, Венекюля и Саркюля преобладал местный ижорский говор, относящийся к южным говорам нижнелужского диалекта, в Калливере преобладал местный финский говор, близкий к ингерманландским финским говорам Кургальского полуострова. Деревня Коростель была русскоязычной. В целом в этом районе влияние литературного эстонского языка превышало влияние литературного финского.
В довоенные годы язык и культуру эстонских ингерманландцев приезжали изучать финские исследователи Лаури Кеттунен и Марти Хаавио, эстонский исследователь Юлиус Мягисте. В послевоенные годы исследованием россоньских говоров занимались эстонские исследователи Арво Лаанест и Пауль Аристэ. В настоящее время многие носители прибалтийско-финских языков в данном ареале говорят на смешанных ижорско-финских идиолектах.

## Образование

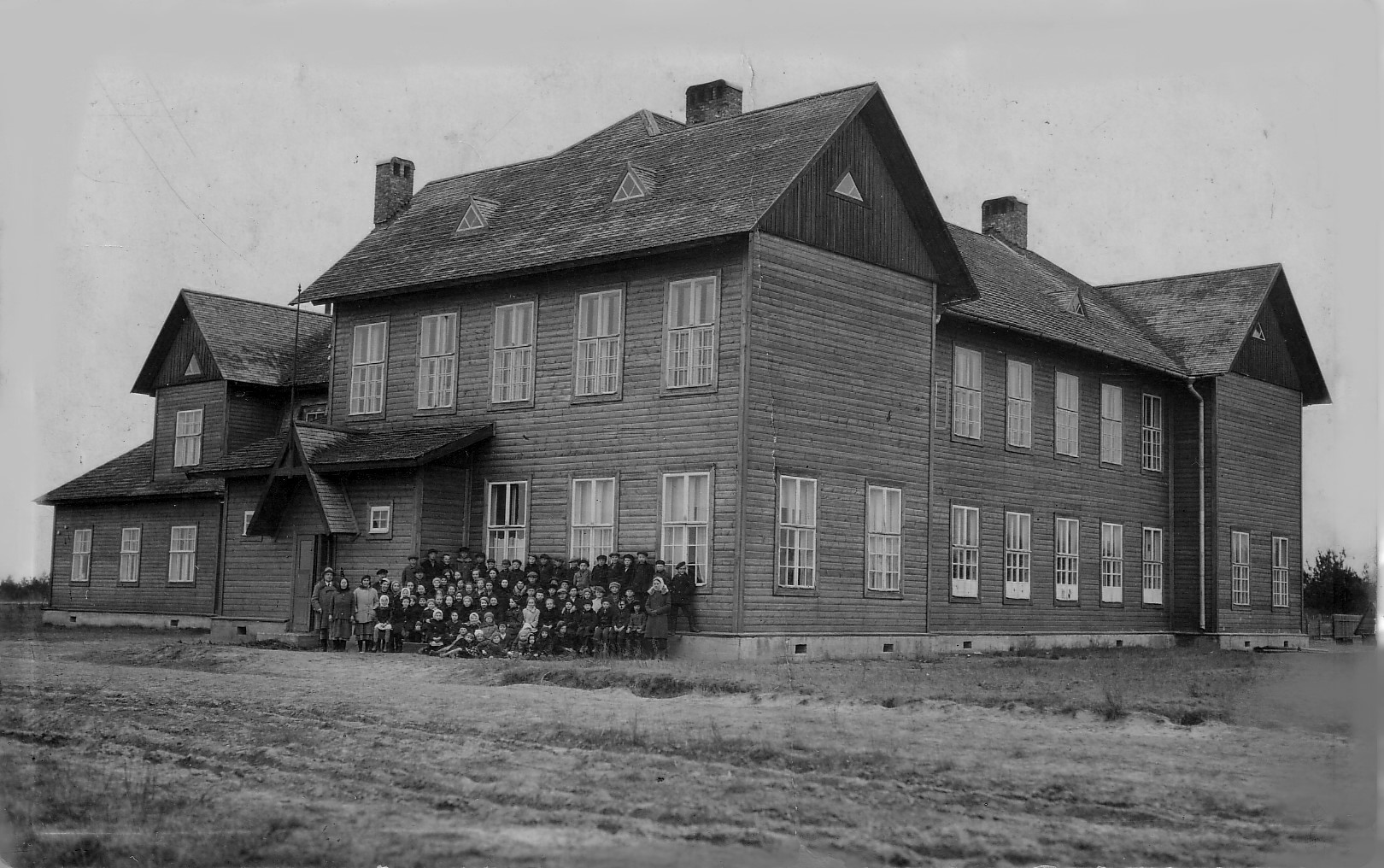
Ученики у входа в школу в Калливере

Образование в Эстонской Ингерманландии можно было получить на трёх языках, работали финские, эстонские и русские школы. Шестиклассная финская школа в Калливере начала работать в 1926 году, сгорела в 1941 году.
Жители деревни Калливере добились преподавания в своей школе на литературном финском языке. В деревне Вяйкюля работала четырёх, а затем шестиклассная школа, преподавание в которой велось сначала на русском, а затем, в начале 1930-х годов, было переведено на эстонский язык. Четырёхклассная школа работала в деревне Кулла, обучение в ней велось на финском языке. В деревне Коростель преподавание всегда велось на русском языке. В ижорской деревне Саркюля, также была своя школа. Ижорские дети, как правило, получали образование на эстонском языке. В деревне Смолка своей школы не было, деревенские дети учились в школе деревни Вяйкуля.
В дальнейшем профессиональное, среднее и высшее образование можно было приобрести только на эстонском языке, поэтому зажиточные ингерманландцы уезжали продолжать учёбу в Финляндию.

## Экономика
Основной доход население Эстонской Ингерманландии получало от земледелия и животноводства, но также было развито рыболовство и сезонный сбор ягод и грибов. Рынок сбыта сельскохозяйственный продукции находился в Нарве и курортном городке Нарва-Йыэсуу.
По данным 1943 года в деревнях Эстонской Ингерманландии имелось обрабатываемых сельхозугодий и скота в личных хозяйствах:
| №  | Название деревни     | Земля, га | Лошади | Коровы | Овцы | Свиньи |
| -- | -------------------- | --------- | ------ | ------ | ---- | ------ |
| 1  | Ванакюля             | 61,0      | 17     | 47     | 29   | 13     |
| 2  | Вяйкюля              | 236,2     | 41     | 74     | 25   | 30     |
| 3  | Калливере            | 218,4     | 43     | 107    | 90   | 29     |
| 4  | Коростель            | 53,5      | 17     | 34     | 28   | 3      |
| 5  | Кулла                | 70,4      | 13     | 22     | 24   | 4      |
| 6  | Новая Арсия          | 20,8      | 4      | 7      | 3    | 3      |
| 7  | Новая Ропша и Ханике | 35,3      | 8      | 15     | 10   | 1      |
| 8  | Новая Фёдоровка      | 24,8      | 7      | 14     | 11   | -      |
| 9  | Рякяля               | 28,7      | 7      | 16     | 9    | 5      |
| 10 | Саркюля              | 34,1      | 11     | 24     | 8    | 3      |
| 11 | Смолка               | 26,4      | 4      | 18     | 1    | 4      |
| 12 | Всего                | 809,6     | 172    | 378    | 238  | 95     |

## Транспорт
Основным транспортом в Эстонской Ингерманландии были грузопассажирские моторные лодки или пароходы. Они начали ходить по Россони ещё в царское время. В 1902 году для дачников была открыта регулярная судоходная линия по реке Россонь до Тихого озера и деревни Саркюля.
В гражданскую войну пароходы не ходили. Грузопассажирские перевозки возобновились в эстонское время. Между Нарвой и Усть-Нарвой пароходную линию держал Павел Кочнев. На линии ходили два его парохода: построенный в Стокгольме в 1898 году «Усть-Наровск» — длиной 26,4 м, шириной 5,8 м и максимальной осадкой 2,8 метра, с 200-сильным двигателем, и «Pavel», построенный в Финляндии в 1909 году, он имел длину 17,1 м, ширину 6,5 м, осадку 1,9 м и был оснащён 45-сильным двигателем. Некоторое время П. А. Кочнев для конкуренции на существующей линии Ванакюля — Нарва, которую держал «усть-нарвский эстонец Юрий Рейнап» и где курсировал 2-каютный мотобот «Трясогузка» серого цвета и «Ерик» — чёрного, открыл свою линию, по ней ходил пароход буксирного типа «Проворный», окрашенный в зелёно-красный цвет. В апреле 1936 года, после того, как П. А. Кочнев обанкротился, его пароходы купила городская управа Нарвы, но линия продолжала работать, изменились только названия пароходов, их стали писать: «Paul» и «Narva-Jõesuu».
| - Пароход «Усть-Наровск» на линии Нарва — Нарва-Йыэсуу. До 1936 г. | - Пароход «Julge» («Смелый») на линии Ванакюля — Нарва. 1938 г. |

Речным общественным транспортом был пароход «Eesti Ingeri» (хозяин — Юри Рейнап (эст. Jüri Reinap)). В летнее время он курсировал по рекам Россонь и Нарва по маршруту: Ванакюля — Нарва-Йыэсуу — Ивангород (Нарва) и обратно. Кроме того, использовались принадлежащие городской управе пароходы «Нарва» (бывший «Paul») и «Ауга». В 1941 году на линию вышли пароходы Рейнапа: «Айли», «Смелый» и «Май».
Сообщение между Нарвой и деревнями Эстонской Ингерманландии осуществлялось также тремя моторными лодками, принадлежавшими Элиасу Рейо и его братьям. Отдыхающих из Усть-Нарвы в деревню Ванакюля возили моторные лодки «Россон» и «Мечта».

## Лютеранский приход
| - Кирха в Калливере. 1931 г. | - Кирха в Калливере. 1943 г. |

Лютеране Эстонской Ингерманландии до 1920 года являлись прихожанами Финской церкви Ингерманландии, прихода Нарвуси с центром в деревне Большое Кузёмкино, но после подписания Тартуского мирного договора граница разделила не только семьи и деревни (например деревню Кулла), но даже отдельные деревенские дома, а кирха оказалась на территории РСФСР в 3 км от государственной границы. Часть жителей Эстонской Ингерманландии могла посещать её, но только до полного закрытия границы с СССР в 1922 году.
В 1928 году в приходе состояло 600 человек, при этом ближайшая действующая кирха находилась в Нарве (финско-шведская кирха св. Михаила). Ещё был молитвенный дом в деревне Калливере, но он был ветхий и представлял собой одноэтажный бревенчатый сруб с небольшими окнами. В связи с этим в 1930 году на пожертвования жителей Эстонской Ингерманландии и средства, собранные Морским миссионерским обществом Финляндии в Хельсинки, по проекту архитектора Н. В. Шевелёва было начато строительство новой кирхи в деревне Калливере. Место для строительства было выбрано между деревнями Ванакюла (Илькино) и Калливере, где до этого уже были выстроены здания: школы, пограничной комендатуры и почтового агентства. 16 мая 1930 года состоялось торжество благословения закладного камня в фундамент церкви. 25 октября 1931 года состоялось торжественное освящение кирхи, в присутствии иерархов Финской и Эстонской евангелическо-лютеранских церквей. Эстонскую церковь представлял пробст Якоб Ялаяс, Финскую — епископ Яакко Гуммерус.
Пасторами в приходе Калливиере служили: Хелле Калерво Эрвиё (1930—1937), Кустаа Илмари Хухта (март — апрель 1938), Пааво Вилхо Малмиваара (июнь — июль 1938), Рейно Юлёнен (1938—1940). Кантором был Аатами Хюрри, старостой прихода — Симо Липпо. Звон колококола кирхи был слышен за несколько километров. В приходе издавалась своя финноязычная газета «Seurakuntatervehdys».
Кирха отправляла службы до 1940 года и была закрыта после вхождения Эстонской Ингерманландии в состав СССР, в 1940 году. Пастор Рейно Юлёнен был арестован и освобождён при дипломатическом содействии финской стороны, только в 1941 году. В 1946 году кирха была разобрана и перевезена в деревню Вяйкюля. Там её использовали под клуб, избу-читальню, а позднее под склад сельхозпродукции и свинарник. В 1970-е годы здание кирхи сгорело.
| - Интерьер кирхи в Калливере. | - Хелле К. Эрвиё | - Рейно Юлёнен |

## Общественная жизнь

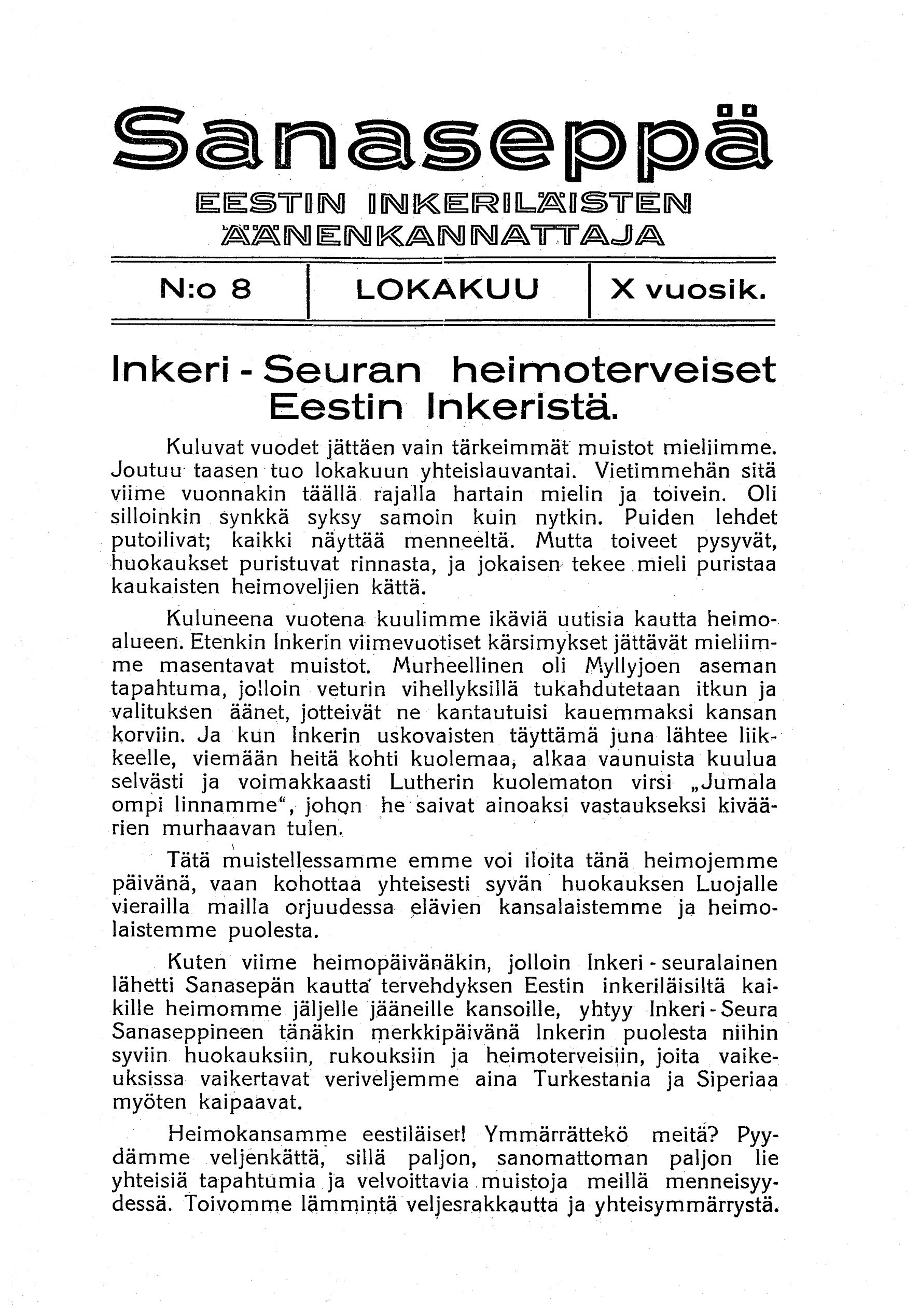
Газета «Sanaseppä». 1937 г.

В 1923 году в деревне Калливере была создана первая общественная организация ингерманландцев — Просветительское общество ингерманландских финнов Эстонии (фин. Eesti-Inkeri sivistysseura), председателем которого стал Самуэль Соммер, известный местный общественный деятель, философ и редактор журнала Eesti Höim.
Другим общественным объединением, имевшим большую популярность среди местных жителей, было основанное в 1926 году в деревне Кулла «Ингерманландское общество» (фин. Inkerin seura). Его председателем был молодой общественный деятель Леандер Рейо, вернувшийся после учёбы в Финляндии. Леандер Рейо родился в деревне Кулла 3 января 1904 года, учился в Финляндии в 1923—1924 годах, где его в шутку прозвали Королём Ингерманландии (Inkerin kuningas). Дело в том, что Леандер Рейо отличался аристократическими чертами лица и высоким ростом, по воспоминаниям жителей он входил в избы, пригибаясь в дверях.
Первым его шагом стало основание газеты «Sanaseppä», выходившей с 1927 по 1938 год. Тираж газеты составлял 250—300 экземпляров, но её популярность среди жителей Эстонской Ингерманландии была огромной. Печатали газету на собственном ротаторе в деревне Кулла, а позднее в Нарве в типографии Григорьева. В состав редколлегии, кроме Леандера Рейо, входили Роберт Рейо, Антти Харакка и Пеетер Валтонен. У газеты было множество корреспондентов и помощников. Кроме того, «Ингерманландское общество» собрало большую библиотеку, его участниками регулярно осуществлялись театральные постановки.
Леандер Рейо возглавлял также местное отделение «Кайтселийт», он установил контакты с ингерманландскими финнами по другую сторону границы, где в это время начиналась коллективизация, организовал доставку литературы и листовок, не раз переходил границу. В 1931 году Леандер Рейо пропал без вести в районе советской границы. Эстонские власти провели расследование, однако не смогли сделать однозначных выводов. Было высказано предположение, что популярный общественный деятель с ярко выраженными антикоммунистическими взглядами был похищен советскими спецслужбами, хотя не исключалось, что он сам перешёл границу и уже в СССР был арестован или убит.
В том же году эстонским писателем Арнольдом Ару была написана пьеса «Inkerin kuningas», где высказывалась версия, что Леандера Рейо заманил в ловушку предатель, перешедший на сторону большевиков. В 1934 году пьеса была переведена на финский язык и издана в Финляндии. После исчезновения Леандера Рейо активность общества «Inkerin seura» сошла на нет — нового «Короля Ингерманландии» не нашлось.
В середине 1990-х годов, после открытия доступа к архивам КГБ, стало известно, что к нему были направлены агенты, которые должны были уговорить его перейти границу с СССР. Это им удалось, однако в какой-то момент Рейо, поняв, что попал в ловушку, пытался сопротивляться, но был ранен и насильно доставлен на советскую сторону.
Согласно материалам следственного дела «Инкери», Леандр Рейо обвинялся в том, что

а) в период с 1924 года, являясь членом Карельского академического общества и председателем общества «Инкери» в Эстонии вёл контрреволюционную работу на территории Советской Ингерманландии, с целью присоединения Советской Ингерманландии к Финляндии.

б) в период с 1927 года, будучи сотрудником Эстонского Генерального штаба, вёл военно-экономическую разведку на территории СССР, направляя в СССР эстонских разведчиков, а также направил одного из них с целью диверсии — поджога Гатчинских аэродромных ангаров. Чем совершил преступления по статьям 58-4, 58-6 и 58-11 УК. Виновным себя признал.
19 июня 1932 года он был приговорён к расстрелу.
| - Леандер Рейо. | - Дом Леандера Рейо в деревне Кулла. До границы с СССР — 200 метров. | - Константин Пятс и Леандер Рейо. 1931 г. | - Граница между СССР и Эстонией по реке Мертвица. Вид с советской стороны. |

После исчезновения Леандера Рейо неформальным лидером ингерманландских финнов стал приехавший в июне 1930 года из
Финляндии член Карельского академического общества, пастор Хелле Калерво Эрвиё. Пастор жил в Нарве, но большую часть времени проводил в Эстонской Ингерманландии. Каждую неделю он посещал своих прихожан и проводил собрания в деревне Калливере. Он же стал редактором газеты «Sanaseppä». Значительным событием в общественной жизни Эстонской Ингерманландии являлись ежегодные певческие праздники, проходившие в Нарва-Йыэсуу. В финской деревне Калливере действовало «Общество сельских женщин». В деревне Ханике работал сельскохозяйственный кружок, при котором действовала библиотека.
В преимущественно ижорской деревне Вяйкюля в 1930-х годах действовало народно-просветительское общество русской культуры «Заря» и был организован свой певческий хор. Общество готовило театральные постановки и закупало книги для библиотеки на русском языке, так как в отношении независимой Эстонии, в связи с переводом преподавания в местной школе с русского на эстонский язык, у жителей деревни существовала некоторая неприязнь. Секретарём общества в 19-летнем возрасте был выбран Борис Емельянов (Йыги), написавший впоследствии о своей деревне книгу Пласты истории села Венкуль, сиречь Наровского, с незапамятных времён по настоящее время. По иронии судьбы, в 1940 году именно активисту Борису Емельянову было поручено изъять все книги и ликвидировать все общественные организации, действовавшие во времена буржуазной Эстонии.

## Фольклор

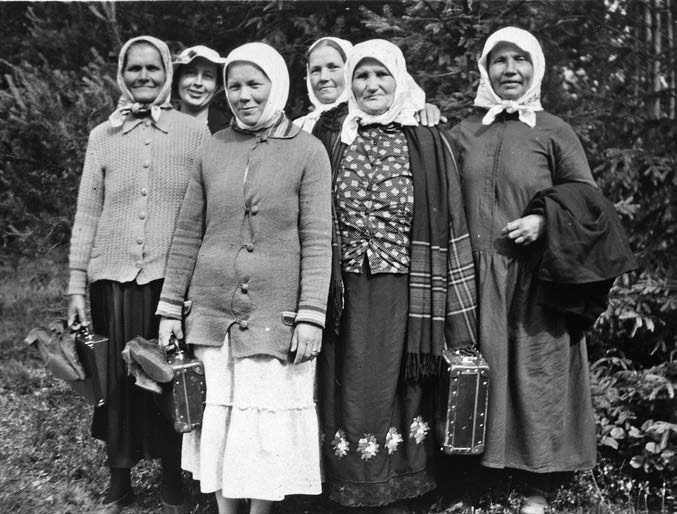
Исполнители народных песен Эстонской Ингерманландии: Валпури Вохта, (писательница Айли Лайхо), Мари Вахтер, Татьяна Егорова, Анна Кивисоо и Дарья Лехти. 1938 год.

В сборнике «Древние руны финского народа» (фин. Suomen kansan vanhat runot) значатся имена четверых рунопевцев из Эстонской Ингерманландии. Это Хету Войпяя из деревни Калливере, Мария Мёрё и Юлё Варкки из деревни Кулла, а также — Кати Варкки из деревни Ванакюля. Самой известной из них была Хету Войпяя, у которой собиратели рун Вольмари Поркка, Вихтори Алава и Юхана Руотсалайнен записали 47 рун. У остальных трёх исполнительниц руны записывал только В. Алава. Мария Мёрё помнила 31 руну, Юлё Варкки — 12, Кати Варкки — 5. Об исполнительнице Хету Войпяя известно немного, она была ингерманландка, старая дева и умерла в 1908 году.
Самой богатой на народные таланты была деревня Кулла. В деревне Кулла жила рунопевица по имени Катрина, у которой В. Поркка в 1883 году записал 35 рун. Среди лучших рунопевиц деревни Калливере была лютеранка Ульяна Похьялайнен, переселившаяся из деревни Кулла. Родом из деревни Кулла была и известная калливерская рунопевица Валпури Варкки (Вохта), студийные записи песен которой делали в Таллине. В деревне Кулла было известно также семейство Сякки, у которого, как Ю. Ф. Руотсалайнен, так и В. Алава записывали песни.
Евдокия Фёдорова из деревни Рякяля была известным знатоком свадебных песен. Многие из рунопевцев ушли из жизни прежде, чем кто-либо успел записать хранимые ими древние песнопения и спасти руны для потомков. Среди них умерший в 1935 году Алекс Кангас из деревни Калливере — большой знаток свадебных песен. От большинства рунопевцев остались известны лишь имена — Анни, Юркки, Элина… Всего, по данным 1936 года в Эстонской Ингерманландии проживали 70 человек, у которых этнографы записывали древние руны. В деревне Кулла таких было 30 человек, в деревне Калливере — 28, в деревне Ванакюля — 6, в деревне Вяйкюля — 2, в деревне Рякяля — 1 и в деревне Мерекюля, также 1 человек.
В 1937 году исполнители народных песен ингерманландка Валпури Вохта (1888—?) из Калливере, ижоры Татьяна Егорова (1894—?), Анна Кивисоо (1881—?), Мари Вахтер (1895-?) родом из деревни Ропсу (Ропша), ижора Паро Мяги (1872—?) и водская исполнительница Дарья Лехти (1880—?) родом из Краколья, а также Петер Лииванди — игрок на пастушьем рожке, приняли участие в записи народных песен на студии Государственного радиовещания в Таллине. Всего было записано 19 пластинок.

## Спорт
«Inkerin seura» («Ингерманландское общество») проводило ежегодное первенство Эстонской Ингерманландии по лыжным гонкам. Мужчины бежали дистанцию 8 или 15 км, девушки и юниоры до 16 лет — 4 км, юноши до 12 лет соревновались на дистанции 3 км. Дистанция соревнований проходила близ деревни Кулла.

## Административное подчинение
Территория Эстонской Ингерманландии
- с 1920 по 1940 год находилась в составе Эстонии — уезд Вирумаа, волость Нарва[эст.] (до 1927 года в эстонских русскоязычных источниках называлась Наровская волость[62])[63][64][2].
- в 1940 году вошла в состав Эстонской ССР[65][2].
- в 1944 году была передана в состав Ленинградской области РСФСР[2]. После восстановления независимости Эстонской Республики, Российская Федерация не считала Тартуский мирный договор обязательным для себя, поэтому Эстонская Ингерманландия в настоящее время де-факто принадлежит Ленинградской области Российской Федерации.

## Населённые пункты

### Ванакюля
Название означает — старая деревня. Впервые она упоминается в писцовых книгах Шелонской пятины 1571 года как деревня Илкино — 6 обеж в Ямском Окологородье. Затем, как деревня Ilkina by — 6 обеж в шведских писцовых книгах 1618—1623 годов. На карте Ингерманландии А. И. Бергенгейма, составленной по шведским материалам 1676 года, она обозначена как деревня Wanakylä. На шведской «Генеральной карте провинции Ингерманландии» 1704 года — как деревня Wanakÿlabÿ при мызе Wanakÿla. Как деревня Вянакила она упомянута на «Географическом чертеже Ижорской земли» Адриана Шонбека 1705 года. На карте Санкт-Петербургской губернии Я. Ф. Шмита 1770 года — как деревня Алкино.

ИЛЬКИНО — деревня, принадлежит Графу Нессельроде, число жителей по ревизии: 69 м. п., 64 ж. п. (1838 год)

В 1844 году деревня называлась Илькина и насчитывала 21 двор. На этнографической карте Санкт-Петербургской губернии П. И. Кёппена 1849 года она обозначена, как деревня «Wanhakylä», населённая ижорой. В пояснительном тексте к этнографической карте она записана, как деревня Wanhakylä (Илькино) и указано количество её жителей на 1848 год: ингерманландцев-савакотов — 19 м. п., 22 ж. п., ижоры — 63 м. п., 64 ж. п., всего 168 человек.

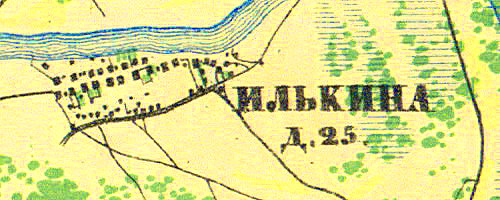
Деревня Ванакюля на карте 1860 года.

ИЛЬКИНО — деревня Ведомства Государственного Имущества, по просёлочной дороге, число дворов — 23, число душ — 84 м. п. (1856 год)

В 1860 году деревня называлась Илькина и насчитывала 25 крестьянских дворов.

ИЛЬКИНО — деревня казённая при реке Россони, число дворов — 26, число жителей: 81 м. п., 99 ж. п.;
Часовня. (1862 год)

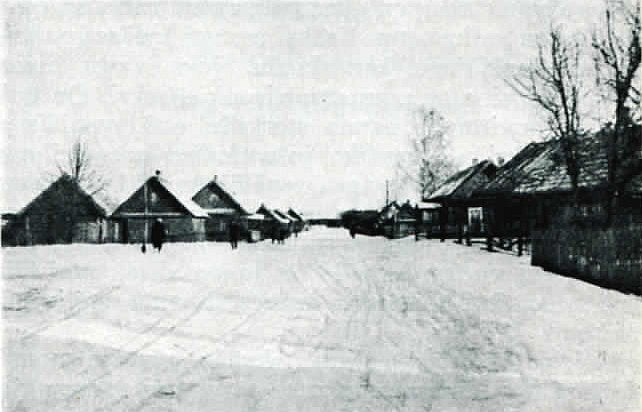
Деревня Ванакюля. 1939 г.

Согласно топографической карте 1938 года, деревня называлась Ванакюла и насчитывала 50 крестьянских дворов. В деревне находились часовня и паромная переправа.
В 1943 году в деревне проживал 161 человек, ижора и ингерманландцы. За жителями деревни числилось: 61 га обрабатываемых сельхозугодий, 17 лошадей, 47 коров, 29 овец и 13 свиней. Жителям деревни удалось избежать депортации 1943 года в Финляндию, спрятавшись на время акции в лесу. Деревня была освобождена от немецко-фашистских оккупантов 2 февраля 1944 года. В феврале 1944 года, во время боёв за Нарву, жителей деревни Ванакюля переселили в Волосовский район, в деревню Кальмус. В ноябре 1944 года жители вернулись в свою деревню, в том же году деревня была передана в состав Ленинградской области РСФСР.
В 1946 году приходская кирха в деревне Калливере была разобрана и перевезена в деревню Ванакюля, здесь её использовали под клуб, избу-читальню, а позднее под склад сельхозпродукции и свинарник. В 1948 году в деревне был организован колхоз «Восход». Вскоре он вместе с колхозом деревни Коростель был присоединён рыболовецкому колхозу «1-е Мая» деревни Венекюля, а затем — к совхозу «Ударник-Ропша».
После передачи территории Эстонской Ингерманландии в состав Ленинградской области, деревня находилась в составе Кингисеппского района, по данным 1966 и 1973 годов — в составе Куровицкого сельсовета, по данным 1990 года — в составе Кузёмкинского сельсовета. Население деревни в 1997 году составляло 20 человек, в 2002 году — 19 человек, из них русских было 69 %. В 2007 году в деревне проживали 8 человек, в 2010 году — 22.

### Вяйкюля
Деревня Вяйкюля, находящаяся на левом берегу реки Россонь до её впадения в реку Нарву, в древности была известной торговой деревней, её название означает — народная деревня. В XIV веке на месте деревни находился порт, через который шёл товарообмен с Новгородской республикой. Впервые упоминается как село Норовское на усть Норовы и Росоны в Переписной оброчной книге Шелонской пятины 1498 года. Тогда в деревне было 62 крестьянских двора и 71 хозяин, её жители платили подати деньгами. Деревня была поделена между купцами, которые строили там складские помещения и жилые дома. У моста через реку Россонь находилась широкая торговая площадь. Деревня сохраняла своё торговое значение до XVII века.
Во второй половине XVIII века земли, на которых находилась деревня, Екатерина II продала княгине Екатерине Дашковой. В деревне стала увеличиваться доля русского населения, и её стали называть Венкуль или Венекюла — русская деревня.

ВЕНКУЛЬ — деревня принадлежит Казённому Ведомству, число жителей по ревизии: 117 м. п., 125 ж. п. (1838 год)

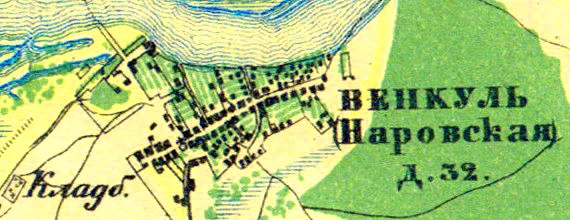
Деревня Вяйкюля на карте 1860 года.

На этнографической карте Санкт-Петербургской губернии П. И. Кёппена 1849 года упомянута деревня «Wäikylä», населённая ингерманландцами-савакотами.
В пояснительном тексте к этнографической карте она записана как две отдельных деревни:
- Wena (Венкуль), количество жителей на 1848 год: савакотов — 37 м. п., 39 ж. п., всего 76 человек
- Waikylä (Наровская), количество жителей на 1848 год: савакотов — 4 м. п., 4 ж. п., всего 8 человек, остальные ижора и русские[77]

ВЕНКУЛЬ — деревня Ведомства Государственного Имущества, 21 верста по почтовой, а остальное по просёлочной дороге, число дворов — 30, число душ — 129 м. п. (1856 год)

ВЕНКУЛЬ (НАРОВСКАЯ) — деревня казённая при реке Россони, число дворов — 35, число жителей: 124 м. п., 152 ж. п.; Часовня. Волостное правление. (1862 год)

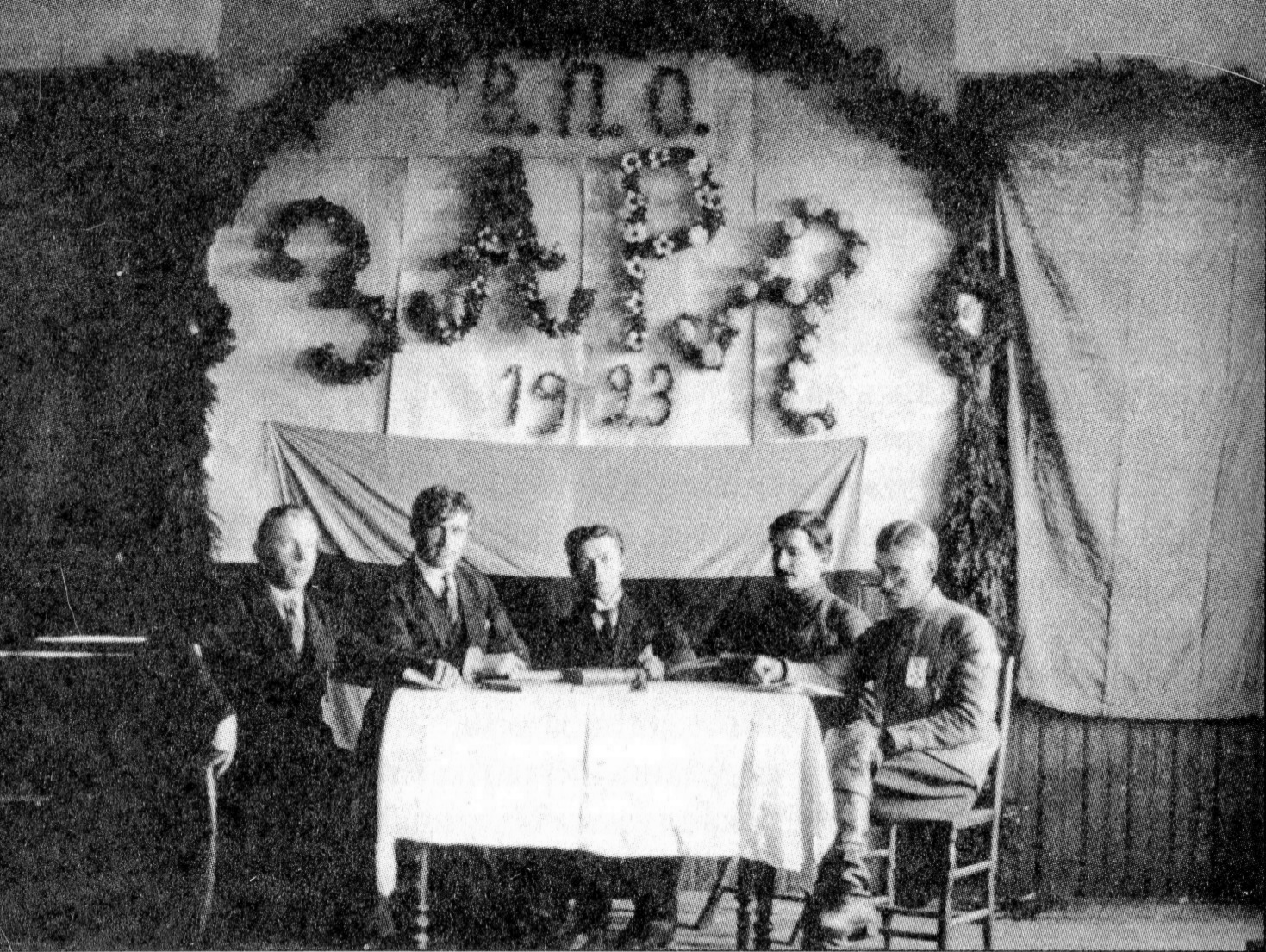
Правление просветительского общества «Заря». 1923 г.

В 1922 году в деревне было 78 хозяйств и 512 жителей. После закрытия границы с РСФСР ижоры не могли больше заниматься традиционным промыслом — продажей рыбы в соседних российских деревнях, — поэтому в деревне стало увеличиваться молочное стадо и посадки овощей. Местные продукты — масло и творог, а также ранний картофель — высоко ценились среди отдыхающих на курорте Нарва-Йыэсуу. Также для отдыхающих устраивались увеселительные прогулки на лодках к ветряной мельнице, находящейся в деревне, где их угощали молоком, хлебом и мёдом.
В деревне жили крепкие хозяева, занимавшиеся кроме крестьянского труда ловлей рыбы и торговлей лесом. Бедняков в деревне не было. У некоторых сыновья выучились на судовых механиков и штурманов и ходили на эстонских торговых судах. Местные рыбаки однажды поймали четырёхметрового осетра, которого живым преподнесли президенту Эстонии Константину Пятсу.
В 1930-х годах в деревне действовало народно-просветительское общество русской культуры «Заря», насчитывавшее 103 члена, работала шестиклассная школа, библиотека на русском языке, спортивный и драматический кружки. В деревне был собственный певческий хор. Большим праздником для него стало участие в фестивале русской песни, прошедшем в 1932 году в Нарве, в нём приняли участие русские коллективы из Финляндии, Эстонии и Латвии, приветствие участникам прислал живший во Франции Фёдор Шаляпин. Местные жители носили ижорскую национальную одежду не только по праздникам, но и дома, занимаясь домашними работами. В 1935 году архиепископ всея Финляндии Герман прислал для православного прихода Вяйкюля облачение священника и церковную утварь.
В 1943 году в деревне проживали 263 человека, все ижора. За жителями деревни числилось: 236 га обрабатываемых сельхозугодий, 41 лошадь, 74 коровы, 25 овец и 30 свиней. Деревня горела в 1944 году. После передачи Эстонской Ингерманландии в состав Ленинградской области, деревня входила сначала в состав Куровицкого, а затем Кузёмкинского сельсовета Кингисеппского района. Население деревни в 1997 году — 17 человек, в 2002 году — 59 (русские — 85 %), в 2007 году — 10, в 2010 году — 13 человек.

### Калливере
Впервые упоминается в писцовых книгах Шелонской пятины от 1571 года как деревня Пустошка на реке Росоне — 12 обеж в Ямском Окологородье. Согласно шведским «Балтийским писцовым книгам» (Baltiska Fogderäkenskaper), деревня носила названия: Kallewerra (1585 год), Kalleweera (1586 год), Kaluis (1589 год). Землевладельцем являлся Bärtill Matzonn. Затем — как деревня Pustofschi by, она упоминается в шведских писцовых книгах 1618—1623 годов. На карте Ингерманландии А. И. Бергенгейма, составленной по шведским материалам 1676 года, она обозначена как деревня Postoskie при мызе Rosana Hoff. На шведской «Генеральной карте провинции Ингерманландии» 1704 года — как Putefzchoi. Затем, уже как деревня Пустайоки, она упомянута на «Географическом чертеже Ижорской земли» Адриана Шонбека 1705 года.

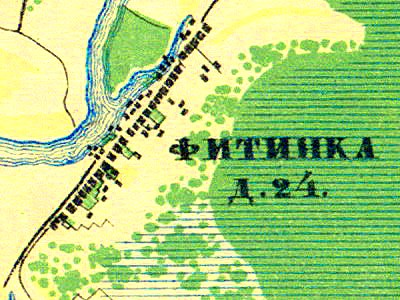
Деревня Калливере на карте 1860 года

Под именем деревня Фетинская она упоминается на карте Санкт-Петербургской губернии Я. Ф. Шмита 1770 года. На карте Санкт-Петербургской губернии Ф. Ф. Шуберта 1834 года она обозначена как деревня Фитинская (Каллевер, Новая).

ФИТИНСКАЯ — деревня принадлежит Казённому Ведомству, число жителей по ревизии: 82 м. п., 88 ж. п. (1838 год)

В 1848 году в деревне Kalliwieri (Фитинская, Фитинка) проживало: ингерманландцев-савакотов — 63 м. п., 71 ж. п., ижоры — 33 м. п., 22 ж. п., всего 189 человек.

ФИТИНА — деревня Ведомства Государственного Имущества, 21 верста по почтовой, а остальное по просёлочной дороге, число дворов — 20, число душ — 96 м. п. (1856 год)

ФИТИНКА (КОЛЬВЕРИ) — деревня казённая при реке Россони, число дворов — 29, число жителей: 115 м. п., 120 ж. п. (1862 год)

В 1909 году в деревне открылась земская школа. Учителем в ней работал «Г. Пяярё (эстонец)». По данным на 1913 год в школе обучались 18 мальчиков и 16 девочек лютеранского вероисповедания, а также 24 мальчика и 13 девочек других вероисповеданий. С 1912 года в Калливере работал сельскохозяйственный кооператив.

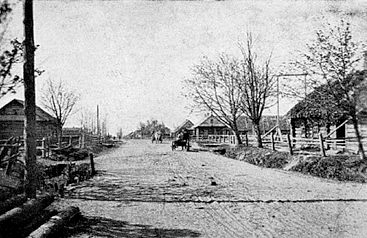
Деревня Калливере. 1930-е гг.

В период с 1920 по 1940 год деревня находилась в составе волости Нарва, Эстония. В 1923 году в Калливере начало работу «Просветительское общество ингерманландских финнов Эстонии» («Eesti-Inkeri sivistysseura»), председателем которого был Самуэль Соммер, известный общественный деятель приграничья, философ и редактор журнала «Eesti Hõim». В июне того же года в Калливере прошёл первый песенный праздник Эстонской Ингерманландии. В 1930-е годы в деревне стали появляться радиоприёмники, в каждом доме имелись велосипеды. Работала четырёхклассная народная школа с обучением на финском языке. В деревне действовали три магазина. В 1936 году на сельскохозяйственной выставке в Таллине выступала исполнительница народных песен из деревни Калливере, ингерманландка Валпури Вохта. Она родилась в Калливере в 1888 году. В 1937 году в Таллине были сделаны студийные записи её песен.
В 1943 году в деревне проживали 293 человека, ингерманландцы и ижора. За жителями деревни числилось: 218 га обрабатываемых сельхозугодий, 43 лошади, 107 коров, 90 овец и 29 свиней. После передачи в 1944 году в состав Ленинградской области, деревня входила сначала в состав Куровицкого, а затем Кузёмкинского сельсовета Кингисеппского района.
В 1997 году в деревне числился 31 житель, в 2002 году — 21, из них русские — 76 %, в 2007 году проживали 23, а в 2010 году — 18 человек.

### Коростель
На карте Ингерманландии А. И. Бергенгейма, составленной по шведским материалам 1676 года, она обозначена как деревня Karstalla. На шведской «Генеральной карте провинции Ингерманландии» 1704 года — как Karstala. Как деревня Кастала она упомянута на карте Ингерманландии А. Ростовцева 1727 года. Как деревня Каростели — нанесена на карте Санкт-Петербургской губернии 1792 года А. М. Вильбрехта. На карте Санкт-Петербургской губернии Ф. Ф. Шуберта 1834 года обозначена под названием Каростоль.

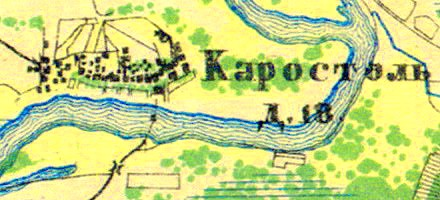
Деревня Коростель на карте 1860 года

КАРОСТЕЛЬ — деревня принадлежит Казённому Ведомству, число жителей по ревизии: 57 м. п., 67 ж. п. (1838 год)

КАРОСТЕЛЬ — деревня Ораниенбаумского Дворцового Правления, 21 верста по почтовой, а остальное по просёлочной дороге, число дворов — 16, число душ — 38 м. п. (1856 год)

КОРОСТЕЛЬ — деревня казённая при реке Россони, число дворов — 19, число жителей: 69 м. п., 73 ж. п. (1862 год)

В 1920 году в деревне числилось 28 землевладельцев, 34 домовладельца и 180 жителей (все русские). Деревня Коростель (Карстала), расположенная на берегу реки Россонь, между деревнями Калливере и Вяйкюля, была единственной в Эстонской Ингерманландии русской деревней. Вторая часть деревни, лежащая на противоположном берегу Россони, называлась Горка. Согласно топографической карте 1926 года, деревня называлась Карстува и насчитывала 34 крестьянских двора. С противоположным берегом она была связана паромом. В период с 1920 по 1940 год деревня находилась в составе волости Нарва, Эстония. В 1943 году в деревне проживали 79 человек, все русские. За жителями деревни числилось: 53,5 га обрабатываемых сельхозугодий, 17 лошадей, 34 коровы, 28 овец и 3 свиньи. В 1944 году деревня была передана в состав Ленинградской области.
После передачи в состав Ленинградской области, деревня входила сначала в состав Куровицкого, а затем Кузёмкинского сельсовета Кингисеппского района. В 1997 году в деревне жили 5 человек, в 2002 году — 10 человек, из них русских — 8, в 2007 году снова 5, а в 2010 году — 6 человек.

### Кулла
Впервые упоминается в писцовых книгах Шелонской пятины от 1571 года как деревня Мертвица на реке Мертвице — 12 обеж в Ямском Окологородье. Согласно шведским «Балтийским писцовым книгам» (Baltiska Fogderäkenskaper), деревня носила названия: Miertwiss (1584 год), Kulddakÿlla (1585 год), Kulddakÿlla (1586 год), Kuldakÿla (1589 год). Затем, как деревня Mertuitza by — 12 обеж она упоминается в шведских писцовых книгах 1618—1623 годов. В 1695 году в деревне было 10 дворов и 24 налогоплательщика, она принадлежала капитану Грюнделю.

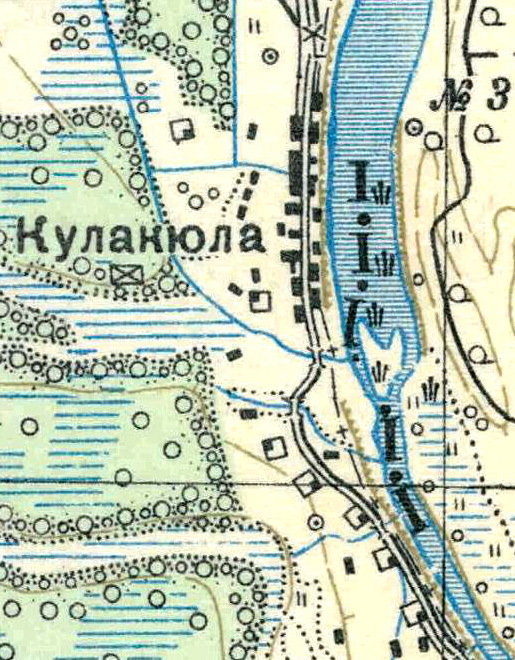
Деревня Кулла на карте 1938 г.

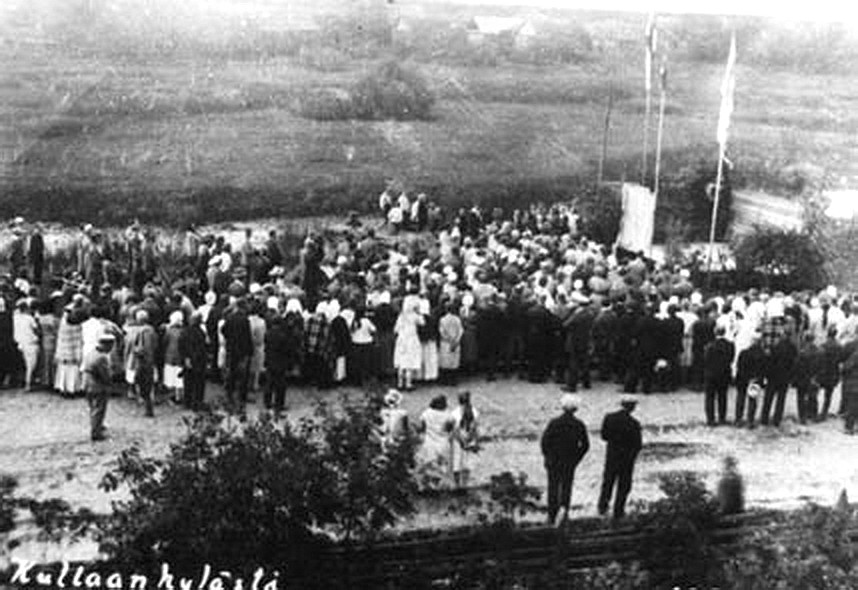
Праздник в деревне Кулла.
1930-е гг.

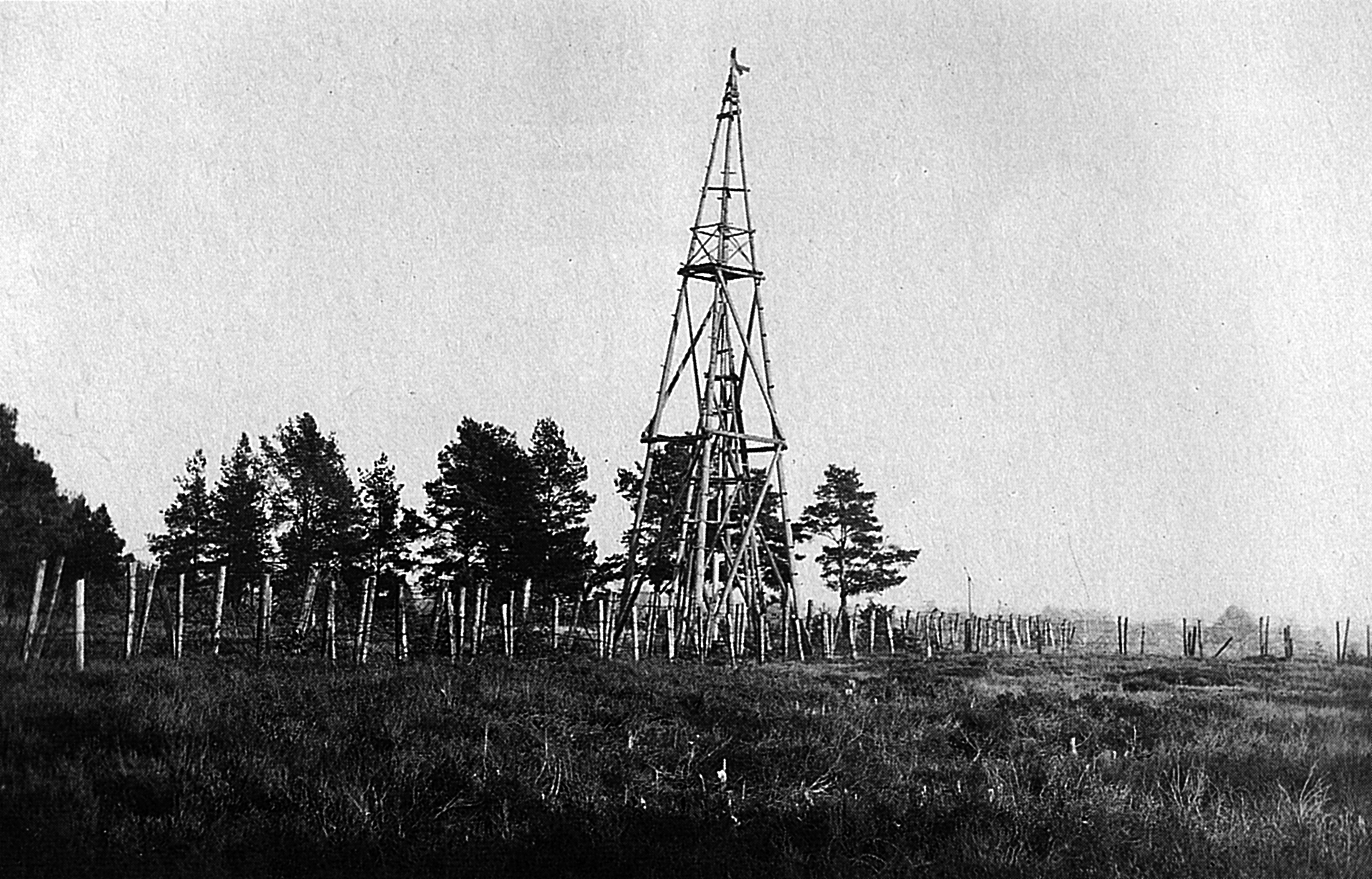
Вышка на границе с СССР

МЕРТВИЦЫ — деревня принадлежит графу Нессельроде, число жителей по ревизии: 32 м. п., 39 ж. п. (1838 год)

В пояснительном тексте к этнографической карте П. И. Кёппена она записана, как деревня Kulla (Мертвицы) и указано количество её жителей на 1848 год: ингерманландцев-савакотов — 69 м. п., 78 ж. п., всего 147 человек.

МЕРТВИЦЫ — деревня Ведомства Государственного Имущества, по просёлочной дороге, число дворов — 17, число душ — 59 м. п. (1856 год)

МЕРТВИЦЫ — деревня казённая при реках Россони и Мертвицах, число дворов — 26, число жителей: 80 м. п., 94 ж. п. (1862 год)

В XIX — начале XX века деревня административно относилась ко 2-му стану Ямбургского уезда Санкт-Петербургской губернии.
В 1917 году деревня насчитывала 25 домов. В 1920 году после образования Эстонской Ингерманландии единая деревня Мертвица (Kullakülä) была разделена на две части — поселение по левому берегу реки Мертвица отошло к Эстонии и стало называться Кулла, а поселение по правому берегу — к РСФСР, и за ним закрепилось русское название Мертвица.
В деревне Кулла жили, либо из этой деревни были родом, большинство исполнительниц древних рун в Эстонской Ингерманландии. Согласно топографической карте 1938 года, деревня называлась Кулакюла. В 1943 году в деревне проживали 80 человек, все ингерманландцы. За жителями деревни числилось: 70 га обрабатываемых сельхозугодий, 13 лошадей, 22 коровы, 24 овцы и 4 свиньи. Деревня исчезла в 1944—1945 годах.

### Магербург
Название Магербург переводится как «Тощий город» или «Город бедняков». На карте XVIII века на гербе Магербурга был изображён голодный волк над падалью. Назывался также: Kehviklinn (Город бедняков) и Neemrand (Пляж на мысу).

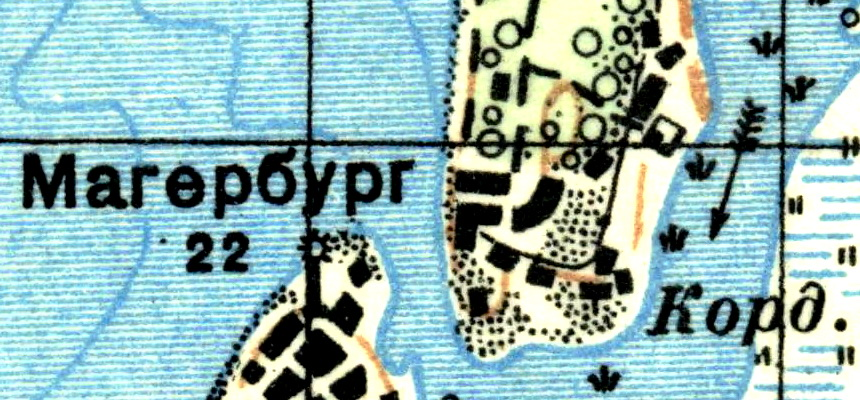
Деревня Магербург на карте 1926 г.

Магербург находился на острове, расположенном между устьями рек Нарвы и Россони. Дома, стоявшие на берегу, часто заливало. В середине XV века на этом острове жил смотритель, там останавливались иностранные купцы. В 1570 году на острове уже существовала деревня. Во время расцвета торговли в устье Россони, на реке Нарве, находился первый российский таможенный пункт. И морской берег, и берег реки Россони были поделены между купцами на складские участки. Летом 1704 года во время осады Нарвы на юго-западной стороне острова, невдалеке от Магербурга, русские войска развернули артиллерийские батареи, которые воспрепятствовали шведским кораблям, снабжавшим город, заходить в реку и далее в Нарвский порт, вследствие чего Нарва осталась без помощи, ожидаемой с моря.
В 1926 году Магербург насчитывал 22 крестьянских двора, в деревне располагался пост пограничной стражи. В 1930-х годах деревня называлась Неэмранд и была частью курорта Нарва-Йыэсуу, в ней строились дачи, размещался яхт-клуб и пансион, а песок на пляже был даже чище, чем в Нарва-Йыэсуу. В 1943 году в деревне проживали 39 человек, русские и эстонцы. В период с 1 по 6 февраля 1944 года деревню освободили бойцы 48-й и 71-й отдельных морских стрелковых бригад. В ходе боёв деревня была разрушена и после войны не восстанавливалась.

### Новая Арсия

Деревня Новая Арсия на карте 1938 г.

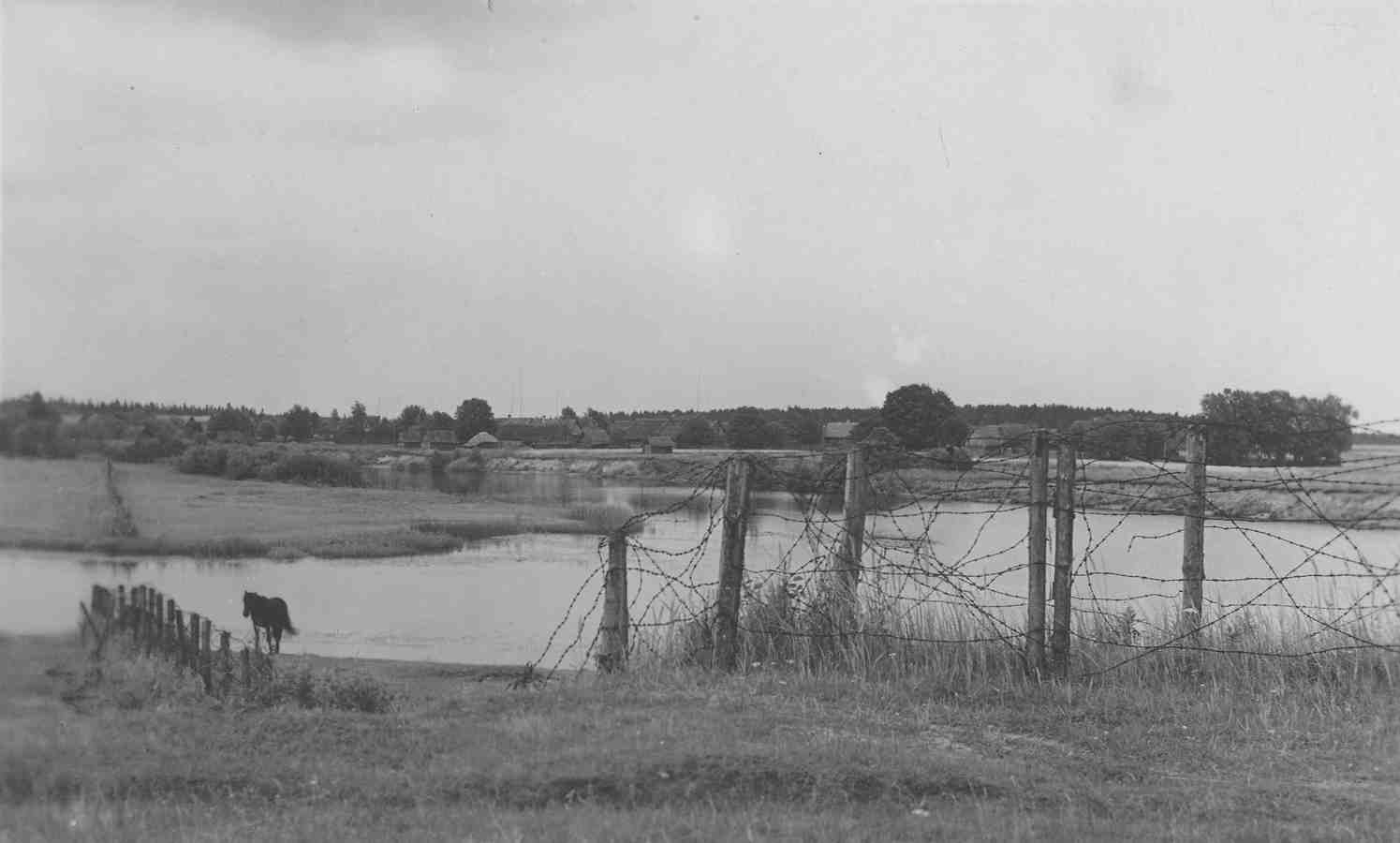
Новая Арсия. Граница с СССР. 1936 г.

Ингерманландская деревня Новая Арсия возникла в 1920-е годы на западном берегу Россони напротив старинной деревни Арсия, оставшейся на советской стороне. На советских картах 1930-х годов обозначалась как Вяйки Арсси (Малая Арсия). В 1943 году в деревне проживали 36 человек. За ними числилось: 20,8 га обрабатываемых сельхозугодий, 4 лошади, 7 коров, 3 овцы и 3 свиньи. В том же году её жители были депортированы в Финляндию, после войны деревня не восстанавливалась.

### Рякяля

Деревня Рякяля на карте 1938 г.

Рякяля на ижорском языке означает «гиблое место». В деревне было 3 дома и находилась она в сыром месте, заросшем кустарником. Деревню основал житель деревни Большое Кузёмкино Пётр Ефимов (Евстафьев), православный, который купил от «государственных земель» участок, граничащий с западной стороны с землями деревни Ванакюля. Участок был узкий, около 5 км длиной, начинался он в километре от реки Россонь, проходил через болото «Кадырсоо», затем через дюны и заканчивался у морского берега. Площадь участка была около 100 га.
В январе 1922 года новые эстонские власти стали принудительно менять у жителей приграничных районов русские фамилии на эстонские. Тогда основатель деревни взял себе фамилию Рякяля, а его старший сын — Паю (в переводе с ижорского — «ива»). В начале 1920-х годов Паю был старшиной эстонской половины наровской волости. В 1930 годах он нелегально ушёл в СССР, и старшиной волости стал его брат Николай Петрович Роя (в переводе с ижорского — «межа»).
В деревне жила Евдокия Рякяля (Евдокия Даниловна Фёдорова) (1867—1932) — известная ижорская рунопевица. В 1931 году Евдокия Рякяля выступала на IV финно-угорской культурной конференции в Хельсинки.
Согласно топографической карте 1938 года, деревня называлась Рякала. По воспоминаниям местных жителей, деревня Рякяля прекратила своё существование в 1940 году, когда хозяева перевезли свои дома в другие деревни, а в годы Великой Отечественной войны на опустевших землях деревни эстонский землевладелец Густав Сильд выращивал гречиху. По данным же Нарвской городской управы, в 1943 году в деревне Рякяля проживали 56 человек, которые обрабатывали 28,7 га сельхозугодий.

### Саркюля
Название означает «деревня на острове». Саркюля располагалась напротив деревни Вяйкюля, на низменном берегу реки Россонь. Она упоминалась в писцовых книгах Шелонской пятины 1571 года, как деревня Narofschoi Ostof by в Ямском Окологородье. Затем, согласно шведским «Балтийским писцовым книгам» (Baltiska Fogderäkenskaper), деревня носила названия: Sarakÿla (1582 год), Sarakÿlla (1584 год), Sarrekÿlla (1585 год), Sareckÿlla (1586 год), Sarenkÿlla (1589 год). В 1589 году владельцем земли в деревне являлся Caarl Hÿnrikßonn. На карте Ингерманландии А. И. Бергенгейма, составленной по шведским материалам 1676 года, она обозначена как Sarenkylä. С разрешения Нарвского магистрата от 1684 года местные мужчины могли варить пиво, но продавать его разрешалось только бочками, держать корчму им запрещалось.

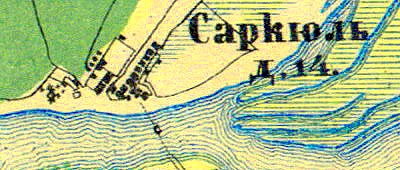
Деревня Саркюля на карте 1860 года

САРАКУЛЬ — деревня принадлежит Казённому Ведомству, число жителей по ревизии: 49 м. п., 46 ж. п. (1838 год)

В 1848 году в деревне Saarenkylä (Саракуль) проживало ингерманландцев-савакотов — 6 м. п., 10 ж. п., остальные — ижора и русские.

САРАКУЛЬ — деревня Ведомства Государственного Имущества, 21 верста по почтовой, а остальное по просёлочной дороге, число дворов — 15, число душ — 41 м. п. (1856 год)

САРКУЛЬ — деревня казённая при реке Россони, число дворов — 16, число жителей: 116 м. п., 74 ж. п.; Часовня. Лесопильный завод. (1862 год)

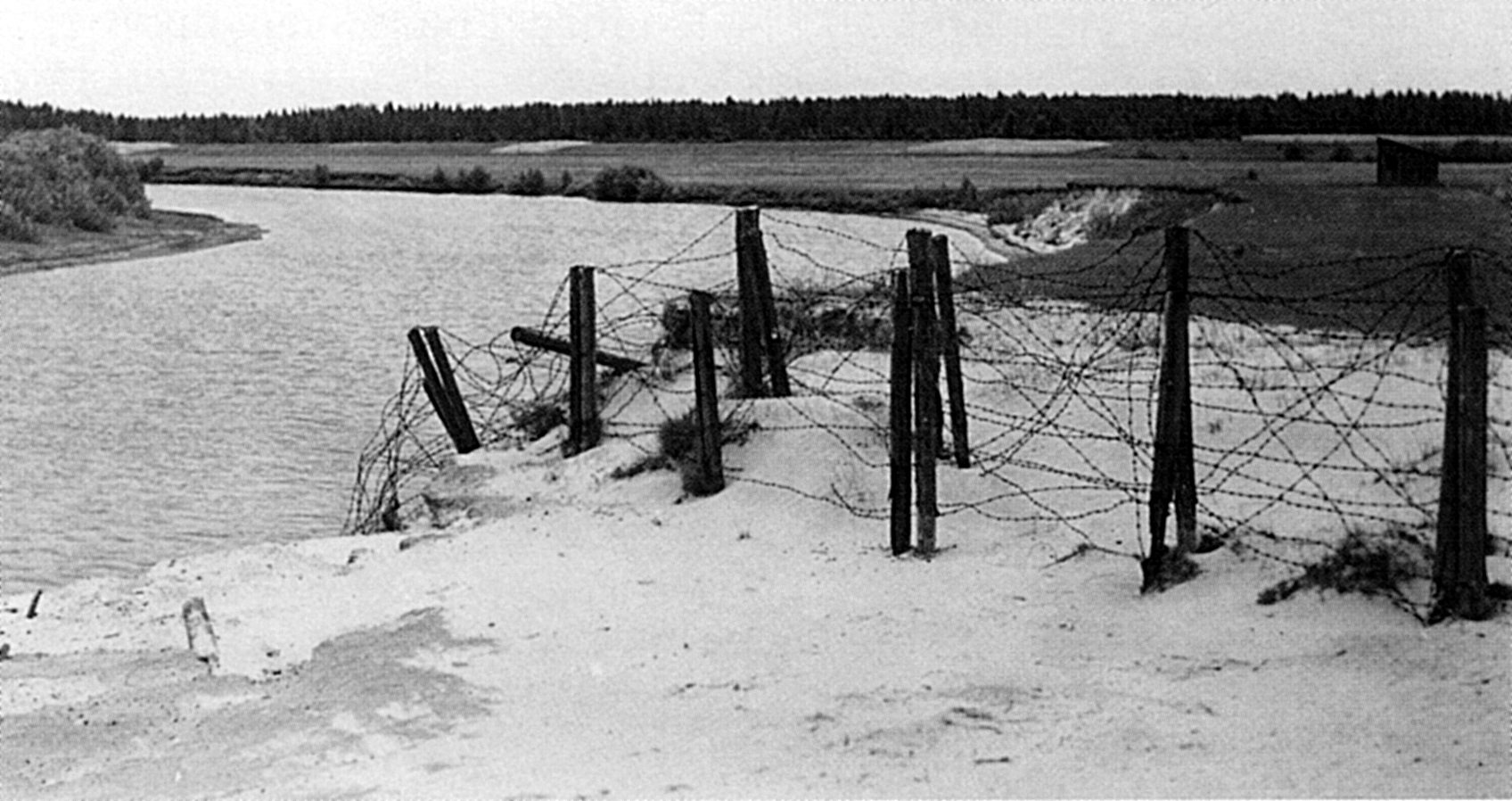
Россонь у деревни Саркюля. 1920 г

В 1922 году в деревне насчитывалось 33 хозяйства, в которых было 386 жителей. В Саркюля была своя школа и церковь. Деревню со всех сторон окружала вода — с севера Нарвский залив, с запада — река Нарва, с юга — река Россонь, с востока — маленькая, ныне исчезнувшая речка, соединявшая озеро Тихое с Нарвским заливом. Остров занимал в длину около четырёх километров и в ширину 1,5 километра. С 1936 по 1940 год в деревне жил поэт Игорь Северянин, в честь которого здесь проводится фестиваль авторской песни имени Игоря Северянина. Его именем названана одна из улиц деревни.
В 1943 году в деревне было 83 жителя, все ижоры. За жителями деревни числилось: 34,1 га обрабатываемых сельхозугодий, 11 лошадей, 24 коровы, 8 овец и 3 свиньи. Деревня Саркюля горела во время боёв 1944 года, вместе с сосновыми лесами, росшими на дюнах, а её уцелевшие жители после войны переселились на западный берег реки Нарвы.
После передачи в состав Ленинградской области деревня входила сначала в состав Куровицкого, а затем Кузёмкинского сельсовета Кингисеппского района. Население деревни в 1997 году составляло 2 человека, в 2002 и 2007 годах — постоянного населения не было, в 2010 году проживали 5 человек.

### Смолка

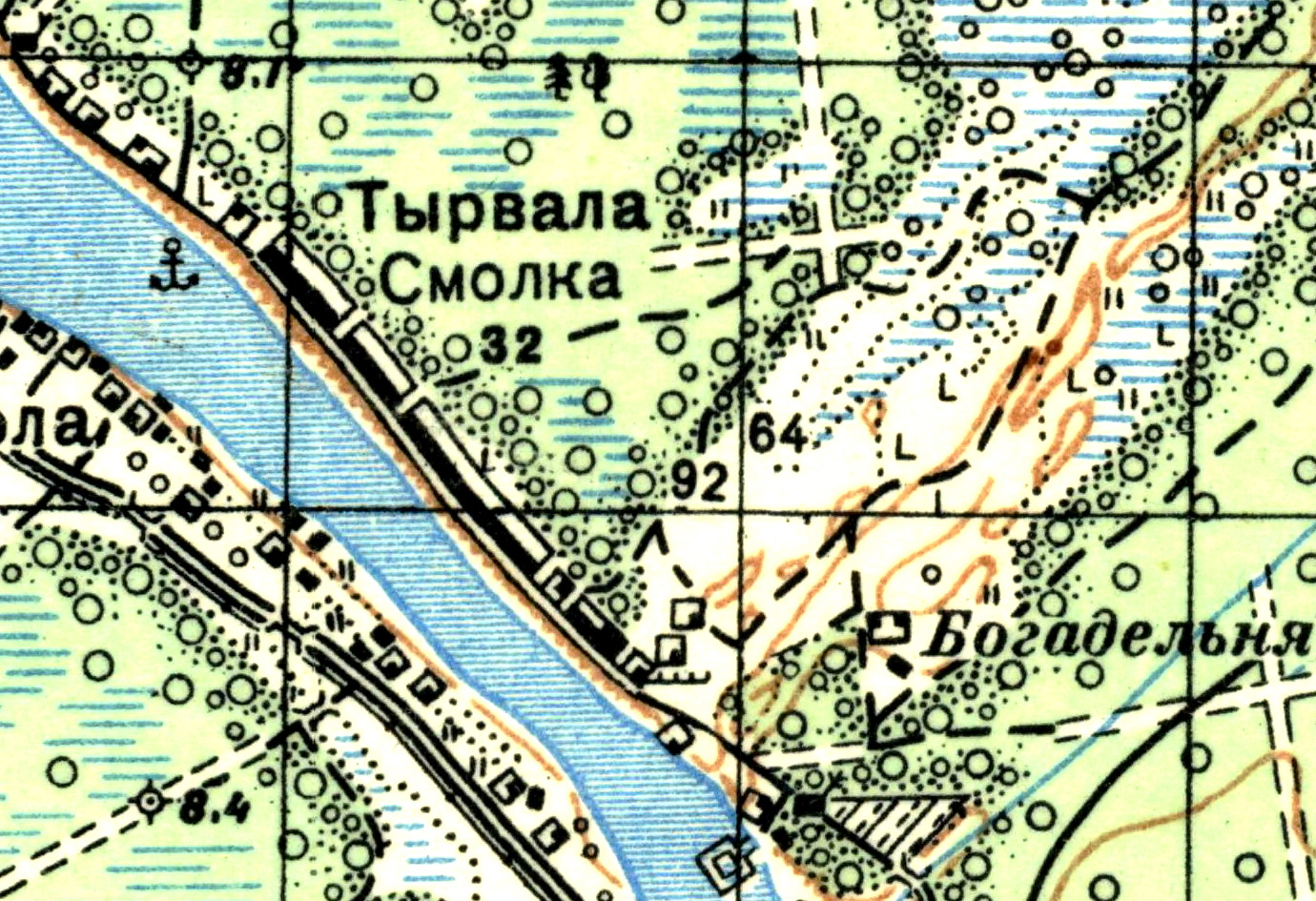
Деревня Смолка на карте 1926 г.

В XVII веке деревня называлась Вяйке-Вяйкюла (Малая Вяйкюла), название Смолка деревня получила от того, что во времена Петра I здесь гнали смолу. Кроме того, в деревне жгли древесный уголь для кузниц. По состоянию на 1912 год в деревне было 31 хозяйство, маленькие клочки полей находились среди леса, на всех было одно пастбище. Тогда Смолка была дачным местом, в деревне продавались только безалкогольные напитки, а также находилась школа для глухонемых. К врачу и на рынок местные жители на лодках ездили в Нарва-Йыэсуу. В деревне была своя лютеранская церковь, но она сгорела во время Первой мировой войны.
До революции в деревне было около 100 домов. В 1920 году, по одной версии, в деревне числилось 26 домовладельцев и 24 жителя (20 эстонцев и 4 русских). По другим данным, в 1922 году в деревне было 28 хозяйств и 149 жителей. Согласно топографической карте, в 1926 году деревня называлась Тырвала (Смолка), в деревне было 32 крестьянских двора. В деревне была своя пристань. На северной и южной окраинах деревни находились дома лесников, на юго-восточной окраине деревни располагалась богадельня.
В 1932 году в Смолке были найдены артефакты из кости и рога позднего мезолита, в их числе изготовленные из оленьего рога фигурка змеи и нож, наконечники стрел из камня, а также деревянная лодка, находившиеся в растительном слое под месторождением диатомита, занимающим примерно 50 км². В 1936 году акционерное общество «Диодомит» начало его промышленные разработки. Во время войны деревня была разрушена.

### Ханике

Деревня Ханике на карте 1938 г.

На карте Ингерманландии А. И. Бергенгейма, составленной по шведским материалам 1676 года, она обозначена как деревня Hannicka. На шведской «Генеральной карте провинции Ингерманландии» 1704 года — как Hanickÿ. Как безымянная деревня она упомянута на «Географическом чертеже Ижорской земли» Адриана Шонбека 1705 года. На картах XIX века деревня не отмечена.
В 1931 году исполнительница народных песен из деревни Ханике, ижорка Мария Вахтер (Ефимова), выступала на IV финно-угорской культурной конференции в Хельсинки. В 1937 году в Таллине были сделаны студийные записи её песен. Согласно топографической карте 1938 года, деревня называлась Ханника и представляла собой группу разбросанных хуторов, в деревне находилась почтовая контора.
В 1943 году деревни Новая Ропша и Ханике учитывались совместно, в них проживали 64 человека — ижора и ингерманландцы. За жителями деревень числилось: 35,3 га обрабатываемых сельхозугодий, 8 лошадей, 15 коров, 10 овец и 1 свинья.
После передачи в состав Ленинградской области деревня входила в состав Кузёмкинского сельсовета Кингисеппского района. Население деревни в 1997 и 2002 годах — 4 человека, в 2007 году — 8, в 2010 году 3 человека.